# 연방 직할 부족 지역

연방 직할 부족 지역(영어: Federally Administered Tribal Areas, FATA, 파슈토어: مرکزي قبایلي سیمې)은 파키스탄 북서부에 위치한 행정 구역으로, 주도는 페샤와르이다. 인구는 3,176,331명(1998년 기준)이며 면적은 27,220km2이다. 연방 직할 부족 지역은 서쪽으로는 아프가니스탄과 접하고 있으며 동쪽으로는 카이베르파크툰크와 주와 펀자브 주, 남쪽으로는 발루치스탄 주와 경계를 접하고 있었다. 2018년에 카이베르파크툰크와 주에 병합되었다.

## 행정 구역

카이베르파크툰크와 주와 연방 직할 부족 지역의 행정 구역을 표시한 지도

연방 직할 부족 지역은 7개의 부족 지역과 6개의 변경 지역으로 구성되어 있다.

### 부족 지역
- 바자우르 구
- 모만드 구
- 키베르 구
- 오라크자이 구
- 쿠람 구
- 북와지리스탄 구
- 남와지리스탄 구

### 변경 지역
- 반누 변경 지역
- 데라 이스마일 칸 변경 지역
- 코하트 변경 지역
- 라키 마르와트 변경 지역
- 페샤와르 변경 지역
- 탄크 변경 지역